# Miles Wood
Miles Wood (né le 13 septembre 1995 à Buffalo dans l'État de New York aux États-Unis) est un joueur professionnel américain de hockey sur glace. Il évolue au poste d'ailier gauche.
Il est le fils de Randy Wood, qui étaient également joueur de hockey professionnel.

## Biographie
Il est repêché au quatrième tour, 100e rang au total, par les Devils du New Jersey lors du repêchage d'entrée dans la LNH 2013 alors qu'il jouait à l'école secondaire Noble & Greenough à Dedham. Après deux autres saisons là-bas, il commence une carrière universitaire avec les Eagles de Boston College. Il ne joue qu'une saison à l'université, puisqu'il décide de devenir professionnel le 8 avril 2016, lorsqu'il signe avec les Devils. Le lendemain, il fait ses débuts dans la LNH avec les Devils contre les Maple Leafs de Toronto lors de leur dernier match de la saison.

## Statistiques

### En club
| Saison     | Équipe                | Ligue       |     | Saison régulière | Saison régulière | Saison régulière | Saison régulière | Saison régulière |   | Séries éliminatoires | Séries éliminatoires | Séries éliminatoires | Séries éliminatoires | Séries éliminatoires |
| Saison     | Équipe                | Ligue       | PJ  | B                | A                | Pts              | Pun              | PJ               | B | A                    | Pts                  | Pun                  |                      |                      |
| 2015-2016  | Boston College        | Hockey East | 37  | 10               | 25               | 35               | 76               | -                | - | -                    | -                    | -                    |                      |                      |
| 2015-2016  | Devils du New Jersey  | LNH         | 1   | 0                | 0                | 0                | 0                | -                | - | -                    | -                    | -                    |                      |                      |
| 2016-2017  | Devils du New Jersey  | LNH         | 60  | 8                | 9                | 17               | 86               | -                | - | -                    | -                    | -                    |                      |                      |
| 2016-2017  | Devils d'Albany       | LAH         | 15  | 4                | 4                | 8                | 34               | 2                | 0 | 0                    | 0                    | 10                   |                      |                      |
| 2017-2018  | Devils du New Jersey  | LNH         | 76  | 19               | 13               | 32               | 84               | 5                | 0 | 0                    | 0                    | 14                   |                      |                      |
| 2018-2019  | Devils du New Jersey  | LNH         | 63  | 10               | 14               | 24               | 91               | -                | - | -                    | -                    | -                    |                      |                      |
| 2019-2020  | Devils du New Jersey  | LNH         | 68  | 11               | 12               | 23               | 57               | -                | - | -                    | -                    | -                    |                      |                      |
| 2020-2021  | Devils du New Jersey  | LNH         | 55  | 17               | 8                | 25               | 29               | -                | - | -                    | -                    | -                    |                      |                      |
| 2021-2022  | Devils du New Jersey  | LNH         | 3   | 0                | 0                | 0                | 4                | -                | - | -                    | -                    | -                    |                      |                      |
| 2022-2023  | Devils du New Jersey  | LNH         | 76  | 13               | 14               | 27               | 76               | 8                | 2 | 0                    | 2                    | 14                   |                      |                      |
| 2023-2024  | Avalanche du Colorado | LNH         | 74  | 9                | 17               | 26               | 75               | 11               | 3 | 0                    | 3                    | 13                   |                      |                      |
| Totaux LNH | Totaux LNH            | Totaux LNH  | 476 | 87               | 87               | 174              | 502              | 24               | 5 | 0                    | 5                    | 41                   |                      |                      |

### En équipe nationale
| Année | Équipe         | Compétition                 |    | PJ | B | A | Pts | Pun      |  | Résultat |
| 2015  | États-Unis U20 | Championnat du monde junior | 5  | 0  | 0 | 0 | 6   | 5e place |  |          |
| 2016  | États-Unis     | Championnat du monde        | 10 | 1  | 0 | 1 | 8   | 4e place |  |          |